# Arremon
Arremon é um gênero de ave da família Emberizidae.

## Espécies
Dezenove espécies são reconhecidas para o gênero Arremon:
- Arremon taciturnus
- Arremon semitorquatus
- Arremon franciscanus
- Arremon flavirostris
- Arremon aurantiirostris
- Arremon schlegeli
- Arremon abeillei
- Arremon brunneinucha
- Arremon virenticeps
- Arremon atricapillus
- Arremon costaricensis
- Arremon torquatus
- Arremon basilicus
- Arremon perijanus
- Arremon assimilis
- Arremon phaeopleurus
- Arremon phygas
- Arremon crassirostris
- Arremon castaneiceps

O gênero inclui espécies tradicionalmente pertencentes aos gêneros Buarremon e Lysurus.